# Untereichenbacher Mühle
Untereichenbacher Mühle ist ein Wohnplatz der kreisfreien Stadt Ansbach (Mittelfranken, Bayern). Untereichenbacher Mühle liegt in der Gemarkung Eyb.

## Geografie
Die Einöde liegt am Eichenbach, einem linken Zufluss der Fränkischen Rezat.

## Geschichte
Die Mühle wurde im 16. Jahrhundert erbaut und war lange Zeit Mühlgut des Bürgermeisteramts Ansbach. Seit 1958 wird sie nicht mehr betrieben.
Gegen Ende des 18. Jahrhunderts gehörte die Untereichenbacher Mühle zu Untereichenbach. Die Mühle hatte den brandenburg-ansbachischen Ansbacher Rat als Grundherrn. Unter der preußischen Verwaltung (1792–1806) des Fürstentums Ansbach erhielt die Untereichenbacher Mühle die Hausnummer 2 des Ortes Untereichenbach.
Von 1797 bis 1808 unterstand der Ort dem Justiz- und Kammeramt Ansbach. Mit dem Gemeindeedikt wurde Untereichenbach dem 1808 gebildeten Steuerdistrikt Eyb und der 1811 gegründeten Ruralgemeinde Eyb zugeordnet. Diese wurde am 1. Oktober 1970 noch vor der Gebietsreform in Bayern in die Stadt Ansbach eingegliedert.

## Religion
Der Ort ist evangelisch-lutherisch geprägt und war ursprünglich nach gepfarrt, seit der ersten Hälfte des 19. Jahrhunderts ist die Pfarrei St. Lambertus (Eyb) zuständig. Die Einwohner römisch-katholischer Konfession sind nach St. Ludwig (Ansbach) gepfarrt.